# Androsace brachystegia
Espèce
Androsace brachystegia est une espèce de plantes à fleurs de la famille des Primulacées.